# Francisco Serrano y Domínguez

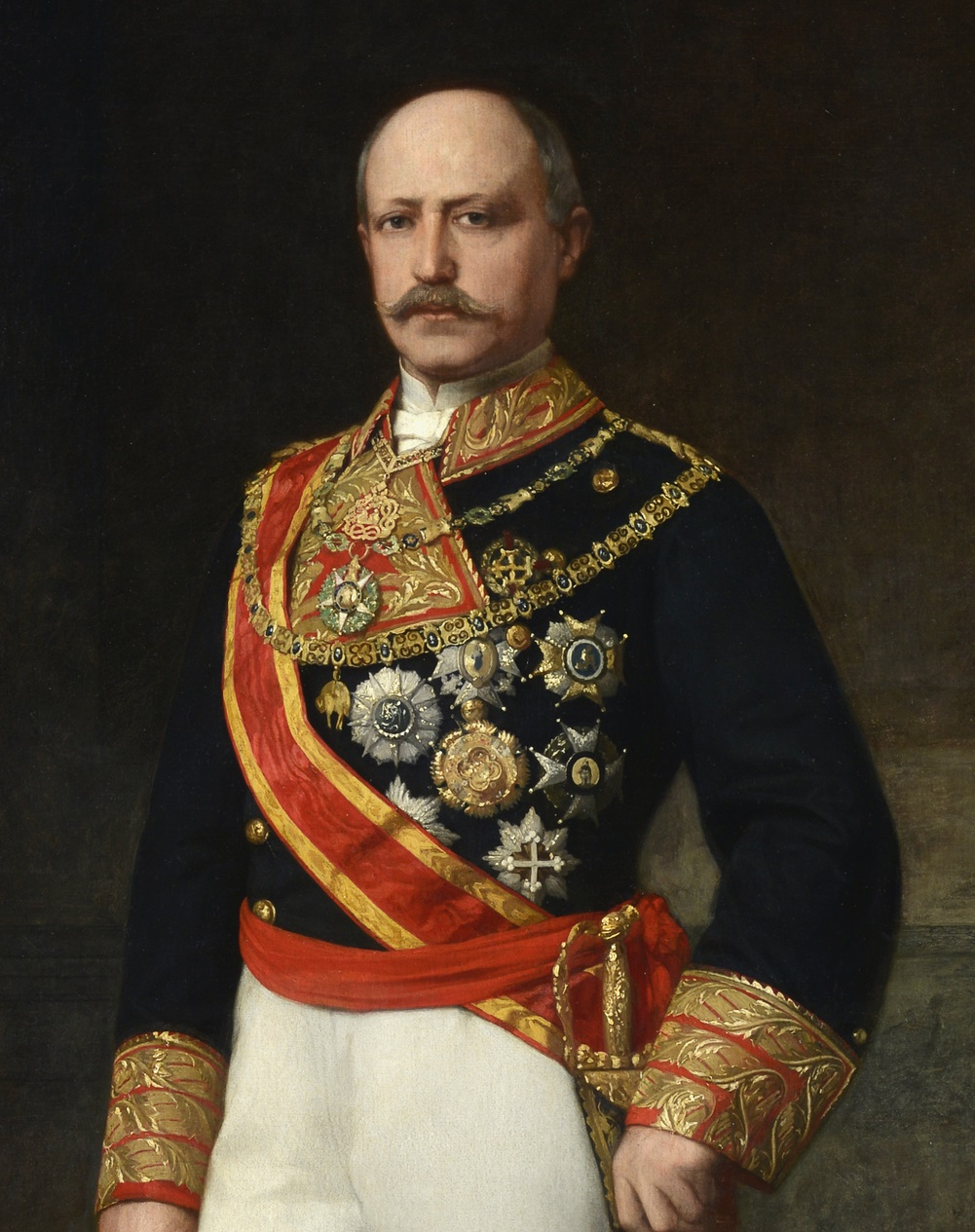
Francisco Serrano y Domínguez

Francisco Serrano y Domínguez, hertog de la Torre, graaf van San Antonio (León, bij Cádiz, 17 december 1810 - Madrid, 26 november 1885) was een Spaans liberaal staatsman. Hij stamde uit een geslacht van militairen. Zijn vader was een officier.

## Militaire carrière
Francisco Serrano studeerde aan een militaire academie in het Baskische stadje Bergara. In 1822 werd hij cadet. Van 1829 tot 1833 was hij karabijnschutter. In 1833 werd hij bevorderd tot cornet en stapte hij over naar de cavalerie. Van 1834 tot 1839 nam hij actief deel aan de Eerste Carlistenoorlog, aan de zijde van het reguliere leger. In 1839 verkreeg hij het Kruis van San Fernándo en werd hij bevorderd tot brigadier-generaal. In hetzelfde jaar werd hij als liberaal kandidaat voor Málaga in de Cortes gekozen. In 1840 werd hij divisie-generaal.

## Politieke carrière
Na 1841 nam hij deel aan de staatsgreep die koningin-regentes Maria-Christina ten val bracht. Premier Baldomero Espartero, werd de nieuwe regent. In oktober 1843 bracht Serrano regent Espartero ten val en Joaquín María López werd de nieuwe regent en premier. Serrano zelf werd minister van Oorlog in het nieuwe kabinet en begon zijn macht te consolideren. López verklaarde koningin Isabella II meerderjarig. Van 1846 tot 1853 leefde Serrano vrij teruggetrokken op zijn landgoed.
Na 1853 was hij minister onder Espartero en Leopoldo O'Donnell. Van de laatste werd Serrano een aanhanger. In 1856 benoemde O'Donnell hem tot maarschalk en in 1857 tot gezant in Parijs. Van 1859 tot 1862 was Serrano kapitein-generaal van Cuba. 
In 1866 onderdrukte hij de opstand van Madrid (juni) en verkreeg hij de Orde van het Gulden Vlies.
In 1867, na de dood van O'Donnell, nam Serrano de leiding van diens Liberale Unie op zich. Was hij voorheen een aanhanger van koningin Isabella II, nu keerde hij zich van haar af en verbond zich met de progressieven. In juli 1868 werd koningin Isabella verbannen, maar ze keerde twee maanden later terug. Serrano versloeg daarop het leger van Isabella, waarna zij opnieuw werd verbannen.

## Regent en premier
Na de verbanning van koningin Isabella werd Serrano in oktober 1868 regent (eigenlijk president van de Revolutionaire Junta) van Spanje en trok hij veel macht naar zich toe. In februari 1869 stelde hij de grondwet buitenwerking. In 1871 ging hij akkoord met het voorstel om Amadeus I van Savoye (een Italiaanse vorstenzoon) tot koning van Spanje te maken. Nadat Amadeus koning was geworden, trad Serrano als regent terug, maar werd hiervoor in de plaats premier (januari-juli 1871). 
Op 24 juli 1871 trad Serrano af, omdat de koning weigerde hem, en zijn ministers, dictatoriale bevoegdheden te geven. Daarna vocht hij als legeraanvoerder tegen de carlisten. In 1872 was hij opnieuw korte tijd premier, maar trad al gauw opnieuw af nadat er opnieuw problemen waren ontstaan tussen hem en de koning.
Op 11 februari 1873 tekende koning Amadeus de abdicatie-akte. Amadeus trad waarschijnlijk af, omdat hij zich niet meer gesteund voelde. Direct na de abdicatie van Amadeus werd de Eerste Spaanse Republiek uitgeroepen. Estanislao Figueras werd de eerste president.

## President
Serrano zag helemaal niets in een republiek en begon vrijwel direct nadat de republiek was uitgeroepen te complotteren tegen haar leiders. Een couppoging in april 1873 mislukte en er bleef niets anders opzitten voor Serrano, dan naar het buitenland te vluchten (Frankrijk). Generaal Pavia, een vriend van Serrano, pleegde op 3 januari 1874 een geslaagde coup en Serrano keerde naar Spanje terug om premier te worden (januari-februari) en president van de uitvoerende macht (= staatshoofd). Tijdens zijn korte ambtsperiode als president (januari-december 1874) wijdde hij zich aan de reorganisatie van de financiën. Toch lukte het hem niet de politieke eenheid te bewaren, zelfs niet binnen zijn coalitieregering. Uiteindelijk keerden de Bourbons in december 1874, in de persoon van Alfons XII weer op de troon terug. Serrano week uit naar Frankrijk, maar keerde in 1876 terug. Hij hernam zijn zetel in de Senaat en was van 1883 tot 1884 opnieuw gezant in Parijs. 
Francisco Serrano y Domínguez overleed 24 uur na koning Alfons XII, op 26 november 1885.

## Titels
Francisco Serrano y Domínguez werd in 1858 graaf van San Antonio (conde de San Antonio) en in 1862 hertog de la Torre (duque de la Torre). In hetzelfde jaar werd hij ook Grande (hoogste adel) van Spanje.
- Biblioteca Nacional de España: XX1119743
- Bibliothèque nationale de France: cb146411243 (data)
- Catàleg d'autoritats de noms i títols de Catalunya: 981058517484006706
- Gemeinsame Normdatei: 119425858
- International Standard Name Identifier: 0000 0000 3889 6325
- Library of Congress Control Number: n98067665
- Nederlandse Thesaurus van Auteursnamen: 091428653
- SNAC: w6x06rmn
- Système universitaire de documentation: 060900741
- Virtual International Authority File: 4275150032992411180007